# Заповедная территория островов Феникс
Заповедная территория островов Феникс (англ. Phoenix Islands Protected Area) — морской заповедник, расположенный в Кирибати вокруг островов Феникс, крупнейший в мире. Имеет размер 408 250 км² и занимает 11,34 % исключительной экономической зоны страны. В 2010 году включён в список объектов Всемирного наследия ЮНЕСКО.

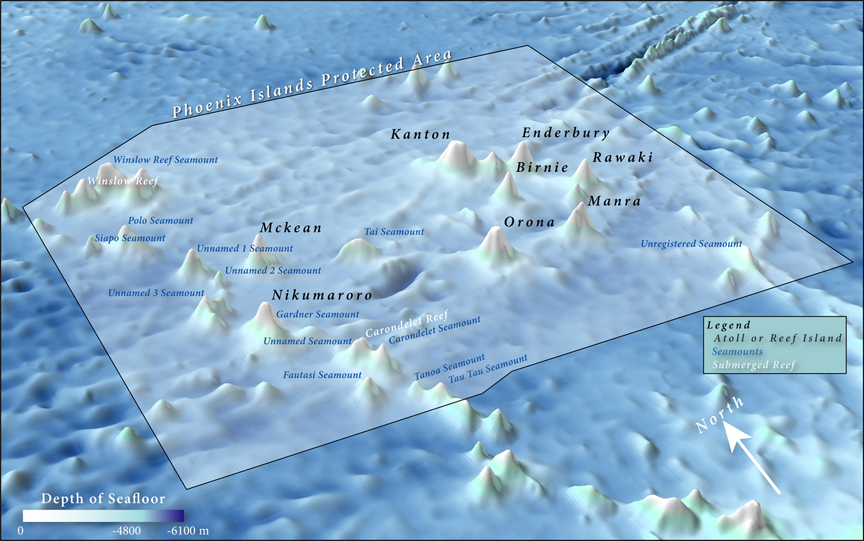
Острова Феникса в основном необитаемы. Они расположены в зоне, имеющей глобальное биологическое значение

Общий размер заповедника сопоставим по размеру с американским штатом Калифорния, при этом на долю суши приходится всего 25 км².
Для финансирования заповедника правительство Кирибати при участии некоммерческих природоохранных организаций Conservation International и New England Aquarium сформировало фонд Phoenix Island Protected Area Conservation Trust.
Управление заповедником и меры по охране природы, необходимые для поддержания заповедника, отражены в текущих организационных документах и включены в недавно утверждённый план развития. В качестве обеспечительных мер в него, наряду с другими принципами, входят планы по зонированию и выдаче разрешений на хозяйственную деятельность. При этом администрация заповедника подвергалась критике за завышенные квоты на рыболовство в охраняемой зоне.
Фауна коралловых рифов включает 514 видов рыб, в том числе несколько недавно открытых.
Пять из восьми островов в настоящее время объявлены организацией BirdLife International важными для популяции пернатых. На островах гнездится 19 видов морских птиц. Многие виды, включая буревестников Австралии и Новой Зеландии, используют острова во время миграций. Эндемичным видом островов является белый тайфунник.

## Программа биологической безопасности
Негативное влияние на экосистему островов оказывают интродуцированные виды животных и растений. Местные птицы страдают от уничтожения яиц и молодняка, местные растения подавляются пришлой флорой. Чужеродные растения и животные, появившиеся на островах в течение времени, включают азиатских крыс, кроликов, кошек, муравьёв, свиней, собак и лантану.

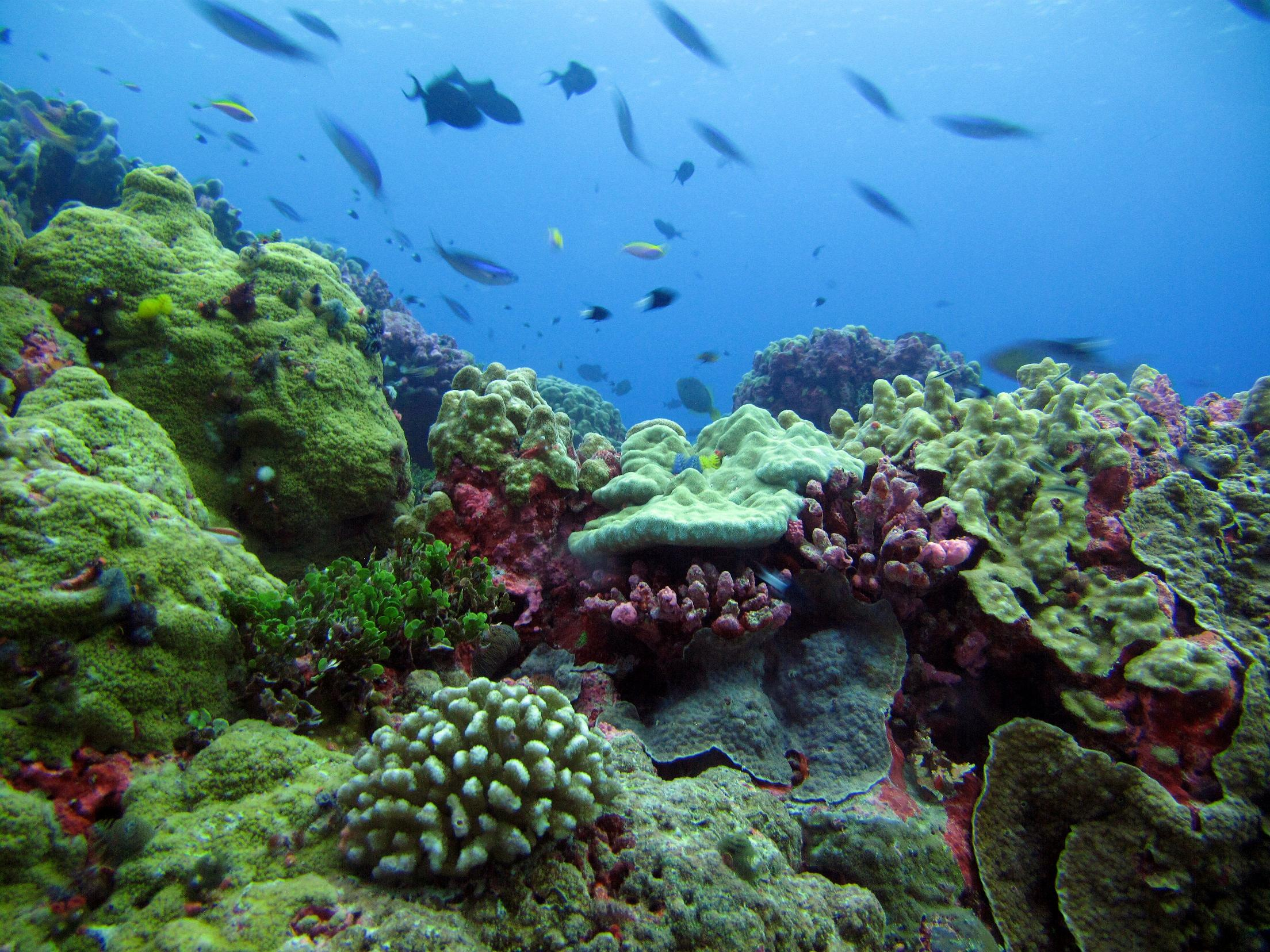
Острова Феникса — один из последних нетронутых коралловых архипелагов, представляющих собой ту же экосистему, что и тысячи лет назад

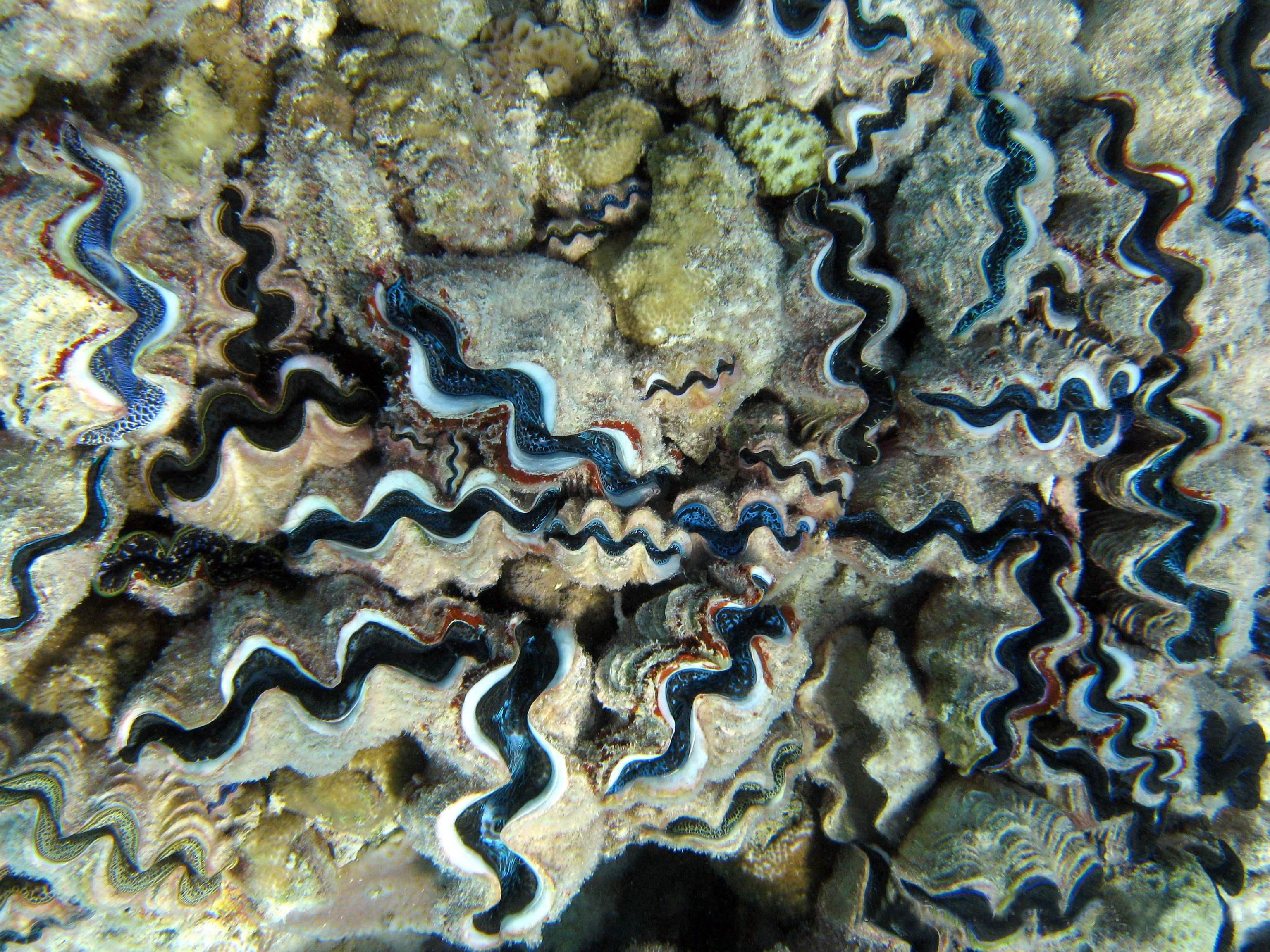
Тридакна в лагуне острова Орона

До создания заповедника последнее масштабное изучение животного мира островов Феникса проводилось в 1960-х годах. В 2006 году было предпринято новое исследование, задачей которого являлись определение текущего распространения чужеродных видов и осуществимости программы восстановления популяций местных животных и растений. По его результатам сделан вывод, что вредители, особенно кролики на острове Раваки и азиатские крысы на острове Мак-Кин, должны быть удалены с островов.
Появление крыс на острове Мак-Кин связывают с крушением в 2002 году у его берегов рыболовного траулера. Исследование 2006 года показало, что хищничество крыс привело к почти полному уничтожению популяций буревестников, крачек и других птиц. Кролики на Раваки заняли ту же экологическую нишу, что и птицы, одновременно уничтожая необходимые для них ресурсы и вытаптывая гнёзда.
В качестве первого шага восстановления биологического разнообразия островов в 2008 году была проведена зачистка островов Мак-Кин и Раваки от крыс и кроликов. Проведённая в ноябре-декабре 2009 года проверка показала, что программа дала положительные результаты. Команда ученых установила, что впервые за 10 лет на Мак-Кине птицы успешно вывели потомство. На Раваки восстановление растительности позволило птицам найти новые места для гнездования, в том числе фрегаты обнаружили пригодные для выведения потомства растения. Кроме того, восстановились популяции обитающих в заповеднике качурок и других морских птиц. В июле 2011 года была предпринята вторая экспедиция по зачистке островов, которая прошла на Эндербери и Бирни. На обоих островах чужеродным видом, угрожающим экосистеме, являлись тихоокеанские крысы.

## Всемирное наследие
30 января 2009 года Республика Кирибати направила в ЮНЕСКО запрос о включении Заповедной территории островов Феникс в список Всемирного наследия. Номинация стала первой с момента ратификации страной в 2000 году Конвенции об охране всемирного культурного и природного наследия.
1 августа 2010 года на 34 сессии в Бразилиа, столице Бразилии, Комитет Всемирного наследия поддержал решение о включении заповедника в список. Таким образом, он стал самым большим и самым глубоким объектом Всемирного наследия в мире.

## Поиски Амелии Эрхарт
С 1988 года The International Group for Historic Aircraft Recovery (TIGHAR) проверяла гипотезу, что пропавшие в 1937 году пилот Амелия Эрхарт и штурман Фред Нунан приземлились на острове Никумароро. Многочисленные свидетельства из архивные изысканий и экспедиций на острова показывали, что самолёт мог совершить посадку на окаймляющем атолл рифе, а затем утонуть во время прилива. Эрхарт и Нунан при этом оставались на необитаемом острове, не имеющем источников пресной воды. В 1940 году представитель Британской колониальной службы обнаружил на юго-восточном берегу острова частично сохранившийся скелет и нечто похожее на лагерь. Кости и другие свидетельства были направлены в штаб-квартиру британской администрации на Фиджи, но впоследствии затерялись. По современным оценкам измерений, сделанных британским врачом в 1941 году, скелет предположительно принадлежал женщине из северной Европы ростом примерно соответствующим росту Эрхарт. Другие предметы, найденные на том месте, где предположительно находился лагерь, предположительно принадлежали женщине 1930-х годов. Среди них также находились вещи, которые Эрхарт обычно носила с собой. Серийные номера, которые, как утверждается, находились на ящике с секстантом, найденном рядом со скелетом, соответствовали типу прибора, которым пользовался Нунан.